# Augustowo (rezerwat przyrody)
Rezerwat przyrody „Augustowo” – rezerwat leśny o powierzchni 6,76 ha, położony w województwie kujawsko-pomorskim, powiecie bydgoskim i gminie Dobrcz.
Został utworzony zarządzeniem nr 105 Ministra Leśnictwa i Przemysłu Drzewnego z dnia 27 maja 1963 roku w celu zachowania wierzby borówkolistnej Salix myrtylloides. Rozporządzeniem Nr 5/2004 Wojewody Kujawsko-Pomorskiego z dnia 3 lutego 2004 r. w sprawie rezerwatu przyrody „Augustowo” (Dz. Urz. Woj. Kuj. - Pom. Nr 8, poz. 80) zmieniono cel ochrony rezerwatu. Wskazano iż „rezerwat uznaje się w celu zachowania ze względów naukowych i przyrodniczych fragmentu lasu bagiennego typu ols z typowo wykształconymi zespołami roślinnymi: ols torfowcowy i ols porzeczkowy.” Zarządzeniem Regionalnego Dyrektora Ochrony Środowiska w Bydgoszczy z dnia 30 maja 2014 r. w sprawie rezerwatu przyrody „Augustowo” (Dz. Urz. Woj. Kuj. - Pom. poz. 1715) zaktualizowano dane dotyczące rezerwatu oraz wyznaczono otulinę po stronie południowej rezerwatu, na powierzchni 2,43 ha.
Obszar rezerwatu w większości podlega ochronie czynnej, jedynie 0,30 ha jest objęte ochroną ścisłą.

## Lokalizacja
Pod względem fizycznogeograficznym rezerwat znajduje się w mezoregionie Wysoczyzna Świecka, w kompleksie leśnym przylegającym od południa do jeziora Borówno. Znajduje się w leśnictwie Strzelce, nadleśnictwo Żołędowo.

## Charakterystyka
Przedmiotem ochrony w rezerwacie są zbiorowiska lasów porastających tereny podmokłe: ols porzeczkowy i ols torfowcowy o strukturze kępkowej. 
Teren rezerwatu zajmuje torfowisko przejściowe o długości 700 m i szerokości około 130 m położone w niewielkim obniżeniu wśród borów sosnowych i pól uprawnych. Jest ono porośnięte roślinnością charakterystyczną dla torfowisk zarówno niskich, jak i wysokich. Głównymi gatunkami drzewiastymi są: brzoza omszona, wierzba szara, wierzba uszata, łozina, olsza czarna. W podmokłych zaroślach złożonych z tych drzew w północnej części rezerwatu, wśród podszytu położonego z wierzby szarej, kruszyny i wierzby uszatej, występuje wierzba borówkolistna. Jest krzewem dochodzącym w rezerwacie do 0,5 m wysokości i osiągającym południowy zasięg występowania.
Nowsze badania wykazały przekształcanie się zbiorowisk torfowiskowych na terenie rezerwatu w leśne, co jest następstwem obniżania poziomu wód gruntowych.